# Société tchadienne des postes et de l’épargne
Société tchadienne des postes et de l'épargne (Ассоциация почт и сбережений Чада; сокращённо STPE) — компания, основанная в 1961 году и отвечающая за почтовую связь в Чаде, официальный почтовый оператор страны.

## Описание
Чад является членом Всемирного почтового союза с 23 июня 1961 года.
Согласно закону № 015/PR/2014 от 21 марта 2014 года, компания STPE стала функционировать на условиях финансовой автономии и самоуправления. Организационно компания подчиняется Министерству почты и новых информационных технологий (Ministère des Postes et des Nouvelles Technologies de l'Information).